# Équipe d'Uruguay de football à la Coupe du monde 2022
Cet article relate le parcours de l’équipe d'Uruguay de football lors de la Coupe du monde de football 2022 organisée au Qatar du 20 novembre au 18 décembre 2022.

## Qualifications

### Poule unique
| Rang | Équipe    | Pts | J  | G  | N | P  | Bp | Bc | Diff |  | Résultats (▼ dom., ► ext.) |     |         |     |     |     |     |     |     |     |     |
| ---- | --------- | --- | -- | -- | - | -- | -- | -- | ---- |  | -------------------------- | --- | ------- | --- | --- | --- | --- | --- | --- | --- | --- |
| 1    | Brésil    | 45  | 17 | 14 | 3 | 0  | 40 | 5  | +35  |  | Brésil                     |     | annulé. | 4-1 | 2-0 | 2-0 | 1-0 | 4-0 | 4-0 | 5-0 | 1-0 |
| 2    | Argentine | 39  | 17 | 11 | 6 | 0  | 27 | 8  | +19  |  | Argentine                  | 0-0 |         | 3-0 | 1-0 | 1-0 | 1-0 | 1-1 | 1-1 | 3-0 | 3-0 |
| 3    | Uruguay   | 28  | 18 | 8  | 4 | 6  | 22 | 22 | 0    |  | Uruguay                    | 0-2 | 0-1     |     | 1-0 | 1-0 | 0-0 | 2-1 | 0-0 | 4-2 | 4-1 |
| 4    | Équateur  | 26  | 18 | 7  | 5 | 6  | 27 | 19 | +8   |  | Équateur                   | 1-1 | 1-1     | 4-2 |     | 1-2 | 6-1 | 0-0 | 2-0 | 3-0 | 1-0 |
| 5    | Pérou     | 24  | 18 | 7  | 3 | 8  | 19 | 22 | -3   |  | Pérou                      | 2-4 | 0-2     | 1-1 | 1-1 |     | 0-3 | 2-0 | 2-0 | 3-0 | 1-0 |
| 6    | Colombie  | 23  | 18 | 5  | 8 | 5  | 20 | 19 | +1   |  | Colombie                   | 0-0 | 2-2     | 0-3 | 0-0 | 0-1 |     | 3-1 | 0-0 | 3-0 | 3-0 |
| 7    | Chili     | 19  | 18 | 5  | 4 | 9  | 19 | 26 | -7   |  | Chili                      | 0-1 | 1-2     | 0-2 | 0-2 | 2-0 | 2-2 |     | 2-0 | 1-1 | 3-0 |
| 8    | Paraguay  | 16  | 18 | 3  | 7 | 8  | 12 | 26 | -14  |  | Paraguay                   | 0-2 | 0-0     | 0-1 | 3-1 | 2-2 | 1-1 | 0-1 |     | 2-2 | 2-1 |
| 9    | Bolivie   | 15  | 18 | 4  | 3 | 11 | 23 | 42 | -19  |  | Bolivie                    | 0-4 | 1-2     | 3-0 | 2-3 | 1-0 | 1-1 | 2-3 | 4-0 |     | 3-1 |
| 10   | Venezuela | 10  | 18 | 3  | 1 | 14 | 14 | 34 | -20  |  | Venezuela                  | 1-3 | 1-3     | 0-0 | 2-1 | 1-2 | 0-1 | 2-1 | 0-1 | 4-1 |     |

| 1er match            | Uruguay                                  | 2 - 1   | Chili                       |                                                                        |                                                                        |
| 8 octobre 2020 19h45 | Suárez 39e (pen.) · Gómez 90+3e          | (1 - 0) | Sánchez 54e                 | Estadio Centenario, Montevideo Spectateurs : 0 Arbitrage : Eber Aquino | Estadio Centenario, Montevideo Spectateurs : 0 Arbitrage : Eber Aquino |
| 8 octobre 2020 19h45 | Coates 55e · Bentancur 59e · Gómez 90+6e | Rapport | 75e Sierralta · 90+1e Baeza | Estadio Centenario, Montevideo Spectateurs : 0 Arbitrage : Eber Aquino | Estadio Centenario, Montevideo Spectateurs : 0 Arbitrage : Eber Aquino |

| 2e match              | Équateur                                    | 4 - 2   | Uruguay                        |                                                                                        |                                                                                        |
| 13 octobre 2020 16h00 | Caicedo 15e · Estrada 45+4e 52e · Plata 75e | (2 - 0) | 84e (pen.) 90+5e (pen.) Suárez | Stade de Liga Deportiva Universitaria, Quito Spectateurs : 0 Arbitrage : Wilmar Roldán | Stade de Liga Deportiva Universitaria, Quito Spectateurs : 0 Arbitrage : Wilmar Roldán |
| 13 octobre 2020 16h00 | Gruezo 37e · Palacios 83e                   | Rapport |                                | Stade de Liga Deportiva Universitaria, Quito Spectateurs : 0 Arbitrage : Wilmar Roldán | Stade de Liga Deportiva Universitaria, Quito Spectateurs : 0 Arbitrage : Wilmar Roldán |

| 3e match               | Colombie                                           | 0 - 3   | Uruguay                                   |                                                                                                   |                                                                                                   |
| 13 novembre 2020 15h30 |                                                    | (0 - 1) | 5e Cavani · 54e (pen.) Suárez · 73e Núñez | Stade Metropolitano Roberto Meléndez, Barranquilla Spectateurs : 0 Arbitrage : Fernando Rapallini | Stade Metropolitano Roberto Meléndez, Barranquilla Spectateurs : 0 Arbitrage : Fernando Rapallini |
| 13 novembre 2020 15h30 | Mina 20e, 90e · Díaz 72e · Lerma 74e · Cardona 74e | Rapport | 49e Nández                                | Stade Metropolitano Roberto Meléndez, Barranquilla Spectateurs : 0 Arbitrage : Fernando Rapallini | Stade Metropolitano Roberto Meléndez, Barranquilla Spectateurs : 0 Arbitrage : Fernando Rapallini |

| 4e match               | Uruguay                                                             | 0 - 2   | Brésil                                          |                                                                        |                                                                        |
| 17 novembre 2020 20h00 |                                                                     | (0 - 2) | 34e Arthur · 45e Richarlison                    | Stade Centenario, Montevideo Spectateurs : 0 Arbitrage : Roberto Tobar | Stade Centenario, Montevideo Spectateurs : 0 Arbitrage : Roberto Tobar |
| 17 novembre 2020 20h00 | Giménez 51e · Nández 67e · Cavani 71e · Rodríguez 76e · Cáceres 85e | Rapport | 45+3e Luiz · 59e Richarlison · 90+1e Marquinhos | Stade Centenario, Montevideo Spectateurs : 0 Arbitrage : Roberto Tobar | Stade Centenario, Montevideo Spectateurs : 0 Arbitrage : Roberto Tobar |

| 5e match          | Uruguay                                     | 0 - 0   | Paraguay     |                                                                          |                                                                          |
| 3 juin 2021 19h00 |                                             | (0 - 0) |              | Estadio Centenario, Montevideo Spectateurs : 0 Arbitrage : Wilmar Roldan | Estadio Centenario, Montevideo Spectateurs : 0 Arbitrage : Wilmar Roldan |
| 3 juin 2021 19h00 | Vecino 26e · Bentancur 45+1e · Valverde 55e | Rapport | 73e Alderete | Estadio Centenario, Montevideo Spectateurs : 0 Arbitrage : Wilmar Roldan | Estadio Centenario, Montevideo Spectateurs : 0 Arbitrage : Wilmar Roldan |

| 6e match          | Venezuela                                | 0 - 0   | Uruguay       |                                                                        |                                                                        |
| 8 juin 2021 18h30 |                                          | (0 - 0) |               | Estadio Olímpico, Caracas Spectateurs : 0 Arbitrage : Anderson Daronco | Estadio Olímpico, Caracas Spectateurs : 0 Arbitrage : Anderson Daronco |
| 8 juin 2021 18h30 | Moreno 37e · Villanueva 42e · Rincón 63e | Rapport | 90+1e Cáceres | Estadio Olímpico, Caracas Spectateurs : 0 Arbitrage : Anderson Daronco | Estadio Olímpico, Caracas Spectateurs : 0 Arbitrage : Anderson Daronco |

| 7e match               | Pérou     | 1 - 1   | Uruguay           |                                                                      |                                                                      |
| 2 septembre 2021 20h00 | Tapia 24e | (1 - 1) | 29e De Arrascaeta | Estadio Nacional, Lima Spectateurs : 8 000 Arbitrage : Néstor Pitana | Estadio Nacional, Lima Spectateurs : 8 000 Arbitrage : Néstor Pitana |
| 2 septembre 2021 20h00 |           | Rapport | 80e Godín         | Estadio Nacional, Lima Spectateurs : 8 000 Arbitrage : Néstor Pitana | Estadio Nacional, Lima Spectateurs : 8 000 Arbitrage : Néstor Pitana |

| 8e match               | Uruguay                                                   | 4 - 2   | Bolivie                   |                                                                                    |                                                                                    |
| 5 septembre 2021 19h00 | De Arrascaeta 15e 67e (pen.) · Valverde 31e · Álvarez 47e | (2 - 0) | 59e 84e (pen.) Martins    | Estadio Campeón del Siglo, Montevideo Spectateurs : 15 000 Arbitrage : Éber Aquino | Estadio Campeón del Siglo, Montevideo Spectateurs : 15 000 Arbitrage : Éber Aquino |
| 5 septembre 2021 19h00 |                                                           | Rapport | 54e Enoumba · 86e Ramallo | Estadio Campeón del Siglo, Montevideo Spectateurs : 15 000 Arbitrage : Éber Aquino | Estadio Campeón del Siglo, Montevideo Spectateurs : 15 000 Arbitrage : Éber Aquino |

| 9e match               | Uruguay                    | 1 - 0   | Équateur     |                                                                                         |                                                                                         |
| 9 septembre 2021 19h30 | Pereiro 90+2e              | (0 - 0) |              | Estadio Campeón del Siglo, Montevideo Spectateurs : 15 000 Arbitrage : Anderson Daronco | Estadio Campeón del Siglo, Montevideo Spectateurs : 15 000 Arbitrage : Anderson Daronco |
| 9 septembre 2021 19h30 | Bentancur 66e · Nández 76e | Rapport | 59e Castillo | Estadio Campeón del Siglo, Montevideo Spectateurs : 15 000 Arbitrage : Anderson Daronco | Estadio Campeón del Siglo, Montevideo Spectateurs : 15 000 Arbitrage : Anderson Daronco |

| 10e match            | Uruguay       | 0 - 0   | Colombie                              |                                                                                           |                                                                                           |
| 7 octobre 2021 21h00 |               | (0 - 0) |                                       | Estadio Gran Parque Central, Montevideo Spectateurs : 18 000 Arbitrage : Jesus Valenzuela | Estadio Gran Parque Central, Montevideo Spectateurs : 18 000 Arbitrage : Jesus Valenzuela |
| 7 octobre 2021 21h00 | Bentancur 15e | Rapport | 49e Uribe · 62e Cuadrado · 90e Mojica | Estadio Gran Parque Central, Montevideo Spectateurs : 18 000 Arbitrage : Jesus Valenzuela | Estadio Gran Parque Central, Montevideo Spectateurs : 18 000 Arbitrage : Jesus Valenzuela |

| 11e match             | Argentine                                  | 3 - 0   | Uruguay | | |
| 10 octobre 2021 20h30 | Messi 38e · De Paul 44e · La. Martínez 62e | (2 - 0) |         | Stade Monumental Antonio Vespucio Liberti, Buenos Aires Spectateurs : 35 000 Arbitrage : Roberto Tobar | Stade Monumental Antonio Vespucio Liberti, Buenos Aires Spectateurs : 35 000 Arbitrage : Roberto Tobar |
| 10 octobre 2021 20h30 | Rapport                                    |         |         | Stade Monumental Antonio Vespucio Liberti, Buenos Aires Spectateurs : 35 000 Arbitrage : Roberto Tobar | Stade Monumental Antonio Vespucio Liberti, Buenos Aires Spectateurs : 35 000 Arbitrage : Roberto Tobar |

| 12e match             | Brésil                                      | 4 - 1   | Uruguay                                  |                                                                               |                                                                               |
| 14 octobre 2021 20h30 | Neymar 10e · Raphinha 18e 58e · Barbosa 83e | (2 - 0) | 77e Suárez                               | Arena da Amazônia, Manaus Spectateurs : 12 500 Arbitrage : Fernando Rapallini | Arena da Amazônia, Manaus Spectateurs : 12 500 Arbitrage : Fernando Rapallini |
| 14 octobre 2021 20h30 | Fabinho 43e                                 | Rapport | 47e Valverde · 70e Cavani · 90+3e Coates | Arena da Amazônia, Manaus Spectateurs : 12 500 Arbitrage : Fernando Rapallini | Arena da Amazônia, Manaus Spectateurs : 12 500 Arbitrage : Fernando Rapallini |

| 13e match              | Uruguay     | 0 - 1   | Argentine   |                                                                                       |                                                                                       |
| 12 novembre 2021 20h00 |             | (0 - 1) | 7e Di María | Estadio Campeón del Siglo, Montevideo Spectateurs : 30 000 Arbitrage : Alexis Herrera | Estadio Campeón del Siglo, Montevideo Spectateurs : 30 000 Arbitrage : Alexis Herrera |
| 12 novembre 2021 20h00 | Cáceres 48e | Rapport | 18e Dybala  | Estadio Campeón del Siglo, Montevideo Spectateurs : 30 000 Arbitrage : Alexis Herrera | Estadio Campeón del Siglo, Montevideo Spectateurs : 30 000 Arbitrage : Alexis Herrera |

| 14e match              | Bolivie                       | 3 - 0   | Uruguay      |                                                                               |                                                                               |
| 16 novembre 2021 16h00 | Arce 29e 79e · Moreno 45e     | (2 - 0) |              | Estadio Hernando Siles, La Paz Spectateurs : 7 000 Arbitrage : Wilton Sampaio | Estadio Hernando Siles, La Paz Spectateurs : 7 000 Arbitrage : Wilton Sampaio |
| 16 novembre 2021 16h00 | Quinteros 21e · Algarañaz 74e | Rapport | 60e González | Estadio Hernando Siles, La Paz Spectateurs : 7 000 Arbitrage : Wilton Sampaio | Estadio Hernando Siles, La Paz Spectateurs : 7 000 Arbitrage : Wilton Sampaio |

| 15e match             | Paraguay                                       | 0 - 1   | Uruguay                                                |                                                                                    |                                                                                    |
| 27 janvier 2022 20h00 |                                                | (0 - 0) | 50e L. Suárez                                          | Stade Général Pablo Rojas, Asunción Spectateurs : 36 000 Arbitrage : Darío Herrera | Stade Général Pablo Rojas, Asunción Spectateurs : 36 000 Arbitrage : Darío Herrera |
| 27 janvier 2022 20h00 | M. Rojas 59e, 90+4e · Gómez 62e · Alonso 90+4e | Rapport | 9e Bentancur · 19e Pellistri · 22e Araújo · 43e Vecino | Stade Général Pablo Rojas, Asunción Spectateurs : 36 000 Arbitrage : Darío Herrera | Stade Général Pablo Rojas, Asunción Spectateurs : 36 000 Arbitrage : Darío Herrera |

| 16e match              | Uruguay                                                                 | 4 - 1   | Venezuela                                                                           |                                                                             |                                                                             |
| 1er février 2022 20h00 | Bentancur 1re · De Arrascaeta 23e · Cavani 45+1e · L. Suárez 53e (pen.) | (3 - 0) | 65e Josef Martínez                                                                  | Estadio Centenario, Montevideo Spectateurs : 55 000 Arbitrage : Bruno Arleu | Estadio Centenario, Montevideo Spectateurs : 55 000 Arbitrage : Bruno Arleu |
| 1er février 2022 20h00 | Olivera 66e                                                             | Rapport | 29e González · 41e Chancellor · 52e Soteldo · 80e Rondón · 84e Murillo · 90e Rincón | Estadio Centenario, Montevideo Spectateurs : 55 000 Arbitrage : Bruno Arleu | Estadio Centenario, Montevideo Spectateurs : 55 000 Arbitrage : Bruno Arleu |

| 17e match          | Uruguay                    | 1 - 0   | Pérou |                                                             |                                                             |
| 24 mars 2022 20h30 | De Arrascaeta 42e          | (1 - 0) |       | Estadio Centenario, Montevideo Arbitrage : Anderson Daronco | Estadio Centenario, Montevideo Arbitrage : Anderson Daronco |
| 24 mars 2022 20h30 | Pellistri 72e · Suárez 76e | Rapport |       | Estadio Centenario, Montevideo Arbitrage : Anderson Daronco | Estadio Centenario, Montevideo Arbitrage : Anderson Daronco |

| 18e match          | Chili                    | 0 - 2   | Uruguay                   |                                                                        |                                                                        |
| 29 mars 2022 20h30 |                          | (0 - 0) | 79e Suárez · 90e Valverde | Estadio San Carlos de Apoquindo, Santiago Arbitrage : Patricio Loustau | Estadio San Carlos de Apoquindo, Santiago Arbitrage : Patricio Loustau |
| 29 mars 2022 20h30 | Kuščević 36e · Medel 63e | Rapport | 64e Bentancur             | Estadio San Carlos de Apoquindo, Santiago Arbitrage : Patricio Loustau | Estadio San Carlos de Apoquindo, Santiago Arbitrage : Patricio Loustau |

## Préparation

### Matchs de préparation à la Coupe du monde
Liste détaillée des matches d'Uruguay depuis sa qualification à la Coupe du monde :

#### Match amicaux
| 1er match               | Mexique | 0 - 3   | Uruguay                     |                                                                             |                                                                             |
| 3 juin 2022 19h00 UTC-8 |         | (0 - 1) | 35e Vecino · 46e 54e Cavani | State Farm Stadium, Glendale Spectateurs : 57 735 Arbitrage : Juan Calderón | State Farm Stadium, Glendale Spectateurs : 57 735 Arbitrage : Juan Calderón |
| 3 juin 2022 19h00 UTC-8 | Rapport |         |                             | State Farm Stadium, Glendale Spectateurs : 57 735 Arbitrage : Juan Calderón | State Farm Stadium, Glendale Spectateurs : 57 735 Arbitrage : Juan Calderón |

| 2e match                | États-Unis | 0 - 0   | Uruguay |                                                                         |                                                                         |
| 5 juin 2022 16h00 UTC-6 |            | (0 - 0) |         | Children's Mercy Park, Kansas City Arbitrage : Adonai Escobedo González | Children's Mercy Park, Kansas City Arbitrage : Adonai Escobedo González |
| 5 juin 2022 16h00 UTC-6 | Rapport    |         |         | Children's Mercy Park, Kansas City Arbitrage : Adonai Escobedo González | Children's Mercy Park, Kansas City Arbitrage : Adonai Escobedo González |

| 3e match                 | Uruguay                                                        | 5 - 0   | Panama |                                                                              |                                                                              |
| 11 juin 2022 18h00 UTC-3 | Cavani 39e 48e (pen.) · de la Cruz 58e · Gómez 68e · Rossi 77e | (1 - 0) |        | Stade Centenario, Montevideo Spectateurs : 52 000 Arbitrage : Cristián Garay | Stade Centenario, Montevideo Spectateurs : 52 000 Arbitrage : Cristián Garay |
| 11 juin 2022 18h00 UTC-3 | Rapport                                                        |         |        | Stade Centenario, Montevideo Spectateurs : 52 000 Arbitrage : Cristián Garay | Stade Centenario, Montevideo Spectateurs : 52 000 Arbitrage : Cristián Garay |

| 4e match                      | Iran       | 1 - 0   | Uruguay |                                                                     |                                                                     |
| 23 septembre 2022 18h00 UTC+1 | Taremi 79e | (0 - 0) |         | NV Arena, Sankt Pölten Spectateurs : 300 Arbitrage : Walter Altmann | NV Arena, Sankt Pölten Spectateurs : 300 Arbitrage : Walter Altmann |
| 23 septembre 2022 18h00 UTC+1 | Rapport    |         |         | NV Arena, Sankt Pölten Spectateurs : 300 Arbitrage : Walter Altmann | NV Arena, Sankt Pölten Spectateurs : 300 Arbitrage : Walter Altmann |

| 5e match                      | Canada  | 0 - 2   | Uruguay                   |                                                     |                                                     |
| 27 septembre 2022 18h00 UTC+1 |         | (0 - 2) | 6e de la Cruz · 33e Núñez | Tehelné pole, Bratislava Arbitrage : Peter Kralovic | Tehelné pole, Bratislava Arbitrage : Peter Kralovic |
| 27 septembre 2022 18h00 UTC+1 | Rapport |         |                           | Tehelné pole, Bratislava Arbitrage : Peter Kralovic | Tehelné pole, Bratislava Arbitrage : Peter Kralovic |

## Effectif
L'effectif de l'Uruguay est dévoilé le 11 novembre 2022.
| Numéro / Nom       | Numéro / Nom           | Club                 | Date de naissance et âge* | J.              | Buts            |                 |                 |                 |
| Gardiens de but    | Gardiens de but        | Gardiens de but      | Gardiens de but           | Gardiens de but | Gardiens de but | Gardiens de but | Gardiens de but | Gardiens de but |
| ------------------ | ---------------------- | -------------------- | ------------------------- | --------------- | --------------- | --------------- | --------------- | --------------- |
| -                  | Fernando Muslera       | Galatasaray SK       | 16 juin 1986 (36 ans)     | 0               | 0               | 0               | 0               | 0               |
| -                  | Sergio Rochet          | Nacional             | 23 mars 1993 (29 ans)     | 3               | 0               | 0               | 0               | 0               |
| -                  | Sebastián Sosa         | Independiente        | 19 août 1986 (36 ans)     | 0               | 0               | 0               | 0               | 0               |
| Défenseurs         |                        |                      |                           |                 |                 |                 |                 |                 |
| -                  | Ronald Araújo          | FC Barcelone         | 7 mars 1999 (23 ans)      | 0               | 0               | 0               | 0               | 0               |
| -                  | Martín Cáceres         | Los Angeles Galaxy   | 7 avril 1987 (35 ans)     | 1               | 0               | 1               | 0               | 0               |
| -                  | Sebastián Coates       | Sporting CP          | 7 octobre 1990 (32 ans)   | 2               | 0               | 0               | 0               | 0               |
| -                  | José María Giménez     | Atlético de Madrid   | 20 janvier 1995 (27 ans)  | 3               | 0               | 1               | 0               | 0               |
| -                  | Diego Godín            | Vélez Sarsfield      | 16 février 1986 (36 ans)  | 2               | 0               | 0               | 0               | 0               |
| -                  | Mathías Olivera        | SSC Napoli           | 31 octobre 1997 (25 ans)  | 3               | 0               | 1               | 0               | 0               |
| -                  | José Luis Rodríguez    | Nacional             | 14 mars 1997 (25 ans)     | 0               | 0               | 0               | 0               | 0               |
| -                  | Guillermo Varela       | CR Flamengo          | 24 mars 1993 (29 ans)     | 3               | 0               | 0               | 0               | 0               |
| -                  | Matías Viña            | AS Rome              | 9 novembre 1997 (25 ans)  | 2               | 0               | 0               | 0               | 0               |
| Milieux de terrain |                        |                      |                           |                 |                 |                 |                 |                 |
| -                  | Rodrigo Bentancur      | Tottenham Hotspur    | 25 juin 1997 (25 ans)     | 3               | 0               | 1               | 0               | 0               |
| -                  | Agustín Canobbio       | Athletico Paranaense | 1er octobre 1998 (24 ans) | 1               | 0               | 0               | 0               | 0               |
| -                  | Giorgian De Arrascaeta | CR Flamengo          | 1er juin 1994 (28 ans)    | 2               | 2               | 0               | 0               | 0               |
| -                  | Nicolás de la Cruz     | River Plate          | 1er juin 1997 (25 ans)    | 2               | 0               | 0               | 0               | 0               |
| -                  | Facundo Pellistri      | Manchester United    | 20 décembre 2001 (20 ans) | 3               | 0               | 0               | 0               | 0               |
| -                  | Lucas Torreira         | Galatasaray SK       | 11 février 1996 (26 ans)  | 0               | 0               | 0               | 0               | 0               |
| -                  | Facundo Torres         | Orlando City         | 13 avril 2000 (22 ans)    | 0               | 0               | 0               | 0               | 0               |
| -                  | Manuel Ugarte          | Sporting CP          | 11 avril 2001 (21 ans)    | 0               | 0               | 0               | 0               | 0               |
| -                  | Federico Valverde      | Real Madrid          | 22 juillet 1998 (24 ans)  | 3               | 0               | 0               | 0               | 0               |
| -                  | Matías Vecino          | SS Lazio             | 24 août 1991 (31 ans)     | 3               | 0               | 0               | 0               | 0               |
| Attaquants         |                        |                      |                           |                 |                 |                 |                 |                 |
| -                  | Edinson Cavani         | Valence CF           | 14 février 1987 (35 ans)  | 3               | 0               | 1               | 0               | 0               |
| -                  | Maxi Gómez             | Trabzonspor          | 14 août 1996 (26 ans)     | 2               | 0               | 0               | 0               | 0               |
| -                  | Darwin Núñez           | Liverpool FC         | 24 juin 1999 (23 ans)     | 3               | 0               | 1               | 0               | 0               |
| -                  | Luis Suárez            | Nacional             | 24 janvier 1987 (35 ans)  | 3               | 0               | 0               | 0               | 0               |
| Sélectionneur      |                        |                      |                           |                 |                 |                 |                 |                 |
|                    | Diego Alonso           |                      | 16 avril 1975 (47 ans)    |                 |                 |                 |                 |                 |

* NB : Les âges sont calculés au début de la Coupe du monde 2022, le 20 novembre 2022.

## Compétition

### Premier tour
|   | Équipe       | Pts | J | G | N | P | Bp | Bc | Diff |
| 1 | Portugal     | 6   | 3 | 2 | 0 | 1 | 6  | 4  | +2   |
| 2 | Corée du Sud | 4   | 3 | 1 | 1 | 1 | 4  | 4  | 0    |
| 3 | Uruguay      | 4   | 3 | 1 | 1 | 1 | 2  | 2  | 0    |
| 4 | Ghana        | 3   | 3 | 1 | 0 | 2 | 5  | 7  | -2   |

| 14 | 24 novembre 2022 | Uruguay      | 0 - 0 | Corée du Sud |
| 15 | 24 novembre 2022 | Portugal     | 3 - 2 | Ghana        |
| 30 | 28 novembre 2022 | Corée du Sud | 2 - 3 | Ghana        |
| 32 | 28 novembre 2022 | Portugal     | 2 - 0 | Uruguay      |
| 45 | 2 décembre 2022  | Ghana        | 0 - 2 | Uruguay      |
| 46 | 2 décembre 2022  | Corée du Sud | 2 - 1 | Portugal     |

#### Uruguay - Corée du Sud
| Match 14                                                     | Uruguay | 0 - 0   | Corée du Sud | Stade Education City, Al Rayyan                                                |                                                                                |
| 26 novembre 2022 · 16:00 (UTC+3) · Historique des rencontres |         | (0 - 0) |              | Spectateurs : 41 663 Arbitrage : Clément Turpin Arbitre vidéo : Jérôme Brisard | Spectateurs : 41 663 Arbitrage : Clément Turpin Arbitre vidéo : Jérôme Brisard |
| 26 novembre 2022 · 16:00 (UTC+3) · Historique des rencontres | Rapport |         |              | Spectateurs : 41 663 Arbitrage : Clément Turpin Arbitre vidéo : Jérôme Brisard | Spectateurs : 41 663 Arbitrage : Clément Turpin Arbitre vidéo : Jérôme Brisard |

| Uruguay | Corée du Sud |

| URUGUAY :       |    |                    |     |     |
|                 |    |                    |     |     |
| Gardien de but  | 23 | Sergio Rochet      |     |     |
|                 | 16 | Mathías Olivera    |     | 79e |
|                 | 03 | Diego Godín        |     |     |
|                 | 02 | José María Giménez |     |     |
|                 | 22 | Martín Cáceres     | 57e |     |
|                 | 05 | Matías Vecino      |     | 79e |
|                 | 06 | Rodrigo Bentancur  |     |     |
|                 | 15 | Federico Valverde  |     |     |
|                 | 11 | Darwin Núñez       |     |     |
|                 | 09 | Luis Suárez        |     | 64e |
|                 | 08 | Facundo Pellistri  |     | 88e |
| Remplaçants :   |    |                    |     |     |
|                 | 21 | Edinson Cavani     |     | 64e |
|                 | 07 | Nicolás de la Cruz |     | 79e |
|                 | 17 | Matías Viña        |     | 79e |
|                 | 13 | Guillermo Varela   |     | 88e |
| Sélectionneur : |    |                    |     |     |
| Diego Alonso    |    |                    |     |     |

| CORÉE DU SUD :  |    |                |     |     |
|                 |    |                |     |     |
| Gardien de but  | 01 | Kim Seung-gyu  |     |     |
|                 | 03 | Kim Jin-su     |     |     |
|                 | 19 | Kim Young-gwon |     |     |
|                 | 04 | Kim Min-jae    |     |     |
|                 | 15 | Kim Moon-hwan  |     |     |
|                 | 05 | Jung Woo-young |     |     |
|                 | 06 | Hwang In-beom  |     |     |
|                 | 17 | Na Sang-ho     |     | 74e |
|                 | 10 | Lee Jae-sung   |     | 74e |
|                 | 07 | Son Heung-min  |     |     |
|                 | 16 | Hwang Ui-jo    |     | 74e |
| Remplaçants :   |    |                |     |     |
|                 | 09 | Cho Gue-sung   | 88e | 74e |
|                 | 13 | Son Jun-ho     |     | 74e |
|                 | 18 | Lee Kang-in    |     | 74e |
| Sélectionneur : |    |                |     |     |
| Paulo Bento     |    |                |     |     |

| Assistants : Nicolas Danos Cyril Gringore Quatrième arbitre : István Kovács Assistants arbitre vidéo : Benoît Millot Djibril Camara Rédouane Jiyed Homme du Match : Federico Valverde |

#### Portugal - Uruguay
| Match 32                                                     | Portugal                                            | 2 - 0   | Uruguay | Stade de Lusail, Lusail                                                           |                                                                                   |
| 28 novembre 2022 · 22:00 (UTC+3) · Historique des rencontres | ( Guerreiro) Fernandes 54e · Fernandes 90+3e (pen.) | (0 - 0) |         | Spectateurs : 88 668 Arbitrage : Alireza Faghani Arbitre vidéo : Abdulla Al-Marri | Spectateurs : 88 668 Arbitrage : Alireza Faghani Arbitre vidéo : Abdulla Al-Marri |
| 28 novembre 2022 · 22:00 (UTC+3) · Historique des rencontres | Rapport                                             |         |         | Spectateurs : 88 668 Arbitrage : Alireza Faghani Arbitre vidéo : Abdulla Al-Marri | Spectateurs : 88 668 Arbitrage : Alireza Faghani Arbitre vidéo : Abdulla Al-Marri |

| Portugal | Uruguay |

| PORTUGAL :      |    |                   |     |     |
|                 |    |                   |     |     |
| Gardien de but  | 22 | Diogo Costa       |     |     |
|                 | 19 | Nuno Mendes       |     | 42e |
|                 | 03 | Pepe              |     |     |
|                 | 04 | Rúben Dias        | 89e |     |
|                 | 20 | João Cancelo      |     |     |
|                 | 14 | William Carvalho  |     | 82e |
|                 | 18 | Rúben Neves       | 38e | 69e |
|                 | 10 | Bernardo Silva    |     |     |
|                 | 11 | João Félix        | 77e | 82e |
|                 | 07 | Cristiano Ronaldo |     | 82e |
|                 | 08 | Bruno Fernandes   |     |     |
| Remplaçants :   |    |                   |     |     |
|                 | 05 | Raphaël Guerreiro |     | 42e |
|                 | 15 | Rafael Leão       |     | 69e |
|                 | 23 | Matheus Nunes     |     | 82e |
|                 | 26 | Gonçalo Ramos     |     | 82e |
|                 | 06 | João Palhinha     |     | 82e |
| Sélectionneur : |    |                   |     |     |
| Fernando Santos |    |                   |     |     |

| URUGUAY :       |    |                        |     |     |
|                 |    |                        |     |     |
| Gardien de but  | 23 | Sergio Rochet          |     |     |
|                 | 16 | Mathías Olivera        | 44e | 86e |
|                 | 19 | Sebastián Coates       |     |     |
|                 | 03 | Diego Godín            |     | 62e |
|                 | 02 | José María Giménez     |     |     |
|                 | 06 | Rodrigo Bentancur      | 6e  |     |
|                 | 05 | Matías Vecino          |     | 62e |
|                 | 15 | Federico Valverde      |     |     |
|                 | 11 | Darwin Núñez           |     | 72e |
|                 | 21 | Edinson Cavani         |     | 72e |
|                 | 13 | Guillermo Varela       |     |     |
| Remplaçants :   |    |                        |     |     |
|                 | 10 | Giorgian De Arrascaeta |     | 62e |
|                 | 08 | Facundo Pellistri      |     | 62e |
|                 | 18 | Maxi Gómez             |     | 72e |
|                 | 09 | Luis Suárez            |     | 72e |
|                 | 17 | Matías Viña            |     | 86e |
| Sélectionneur : |    |                        |     |     |
| Diego Alonso    |    |                        |     |     |

| Assistants : Mohammadreza Mansouri Mohammadreza Abolfazli Quatrième arbitre : Abdulrahman Al-Jassim Assistants arbitre vidéo : Shaun Evans Anton Shchetinin Rédouane Jiyed Homme du Match : Bruno Fernandes |

#### Ghana - Uruguay
| Match 45                                                    | Ghana   | 0 - 2   | Uruguay                                         | Stade Al-Janoub, Al Wakrah                                                      |                                                                                 |
| 2 décembre 2022 · 18:00 (UTC+3) · Historique des rencontres |         | (0 - 2) | 26e De Arrascaeta · 32e De Arrascaeta (Suárez ) | Spectateurs : 43 443 Arbitrage : Daniel Siebert Arbitre vidéo : Bastian Dankert | Spectateurs : 43 443 Arbitrage : Daniel Siebert Arbitre vidéo : Bastian Dankert |
| 2 décembre 2022 · 18:00 (UTC+3) · Historique des rencontres | Rapport |         |                                                 | Spectateurs : 43 443 Arbitrage : Daniel Siebert Arbitre vidéo : Bastian Dankert | Spectateurs : 43 443 Arbitrage : Daniel Siebert Arbitre vidéo : Bastian Dankert |

| Ghana | Uruguay |

| GHANA :         |    |                       |       |       |
|                 |    |                       |       |       |
| Gardien de but  | 01 | Lawrence Ati-Zigi     |       |       |
|                 | 17 | Baba Rahman           |       |       |
|                 | 04 | Mohammed Salisu       |       |       |
|                 | 18 | Daniel Amartey        |       |       |
|                 | 26 | Alidu Seidu           | 90+9e |       |
|                 | 21 | Salis Abdul Samed     |       | 72e   |
|                 | 05 | Thomas Partey         |       |       |
|                 | 09 | Jordan Ayew           |       | 46e   |
|                 | 10 | André Ayew            |       | 46e   |
|                 | 20 | Mohammed Kudus        |       | 90+8e |
|                 | 19 | Iñaki Williams        |       | 72e   |
| Remplaçants :   |    |                       |       |       |
|                 | 22 | Kamaldeen Sulemana    |       | 46e   |
|                 | 11 | Osman Bukari          |       | 46e   |
|                 | 25 | Antoine Semenyo       |       | 72e   |
|                 | 08 | Daniel-Kofi Kyereh    |       | 72e   |
|                 | 07 | Abdul Fatawu Issahaku |       | 90+8e |
| Sélectionneur : |    |                       |       |       |
| Otto Addo       |    |                       |       |       |

| URUGUAY :       |    |                        |        |     |
|                 |    |                        |        |     |
| Gardien de but  | 23 | Sergio Rochet          |        |     |
|                 | 16 | Mathías Olivera        |        |     |
|                 | 19 | Sebastián Coates       |        |     |
|                 | 02 | José María Giménez     | 90+10e |     |
|                 | 13 | Guillermo Varela       |        |     |
|                 | 06 | Rodrigo Bentancur      |        | 34e |
|                 | 15 | Federico Valverde      |        |     |
|                 | 10 | Giorgian De Arrascaeta |        | 80e |
|                 | 11 | Darwin Núñez           | 20e    | 80e |
|                 | 09 | Luis Suárez            |        | 66e |
|                 | 08 | Facundo Pellistri      |        | 66e |
| Remplaçants :   |    |                        |        |     |
|                 | 05 | Matías Vecino          |        | 34e |
|                 | 21 | Edinson Cavani         | 90+10e | 66e |
|                 | 07 | Nicolás de la Cruz     |        | 66e |
|                 | 18 | Maxi Gómez             |        | 80e |
|                 | 24 | Agustín Canobbio       |        | 80e |
| Sélectionneur : |    |                        |        |     |
| Diego Alonso    |    |                        |        |     |

| Assistants : Jan Seidel Rafael Foltyn Quatrième arbitre : Yoshimi Yamashita Assistants arbitre vidéo : Pol van Boekel Ciro Carbone Paolo Valeri Homme du Match : Giorgian De Arrascaeta |

## Statistiques

### Temps de jeu
| Joueur                 | |    |    | TT | But inscrit | Passe décisive | MJ | MT | Légende |
| ---------------------- | --- | -- | -- | -- | ----------- | -------------- | -- | -- | ------- |
| Gardiens               | Abréviations et symboles : · TT : Total de minutes jouées · MJ : Nombre de matchs joués · MT : Matchs joués en tant que titulaire · : but · : passe décisive · : joueur entré · : joueur remplacé · : capitaine · : carton jaune · : carton rouge · |    |    |    |             |                |    |    |         |
| Fernando Muslera       | Abréviations et symboles : · TT : Total de minutes jouées · MJ : Nombre de matchs joués · MT : Matchs joués en tant que titulaire · : but · : passe décisive · : joueur entré · : joueur remplacé · : capitaine · : carton jaune · : carton rouge · | -  | -  | -  | -           | -              | -  | -  | -       |
| Sergio Rochet          | Abréviations et symboles : · TT : Total de minutes jouées · MJ : Nombre de matchs joués · MT : Matchs joués en tant que titulaire · : but · : passe décisive · : joueur entré · : joueur remplacé · : capitaine · : carton jaune · : carton rouge · | 90 | 90 | 90 | 270         | -              | -  | 3  | 3       |
| Sebastián Sosa         | Abréviations et symboles : · TT : Total de minutes jouées · MJ : Nombre de matchs joués · MT : Matchs joués en tant que titulaire · : but · : passe décisive · : joueur entré · : joueur remplacé · : capitaine · : carton jaune · : carton rouge · | -  | -  | -  | -           | -              | -  | -  | -       |
| Défenseurs             | Abréviations et symboles : · TT : Total de minutes jouées · MJ : Nombre de matchs joués · MT : Matchs joués en tant que titulaire · : but · : passe décisive · : joueur entré · : joueur remplacé · : capitaine · : carton jaune · : carton rouge · |    |    |    |             |                |    |    |         |
| Ronald Araújo          | Abréviations et symboles : · TT : Total de minutes jouées · MJ : Nombre de matchs joués · MT : Matchs joués en tant que titulaire · : but · : passe décisive · : joueur entré · : joueur remplacé · : capitaine · : carton jaune · : carton rouge · | -  | -  | -  | -           | -              | -  | -  | -       |
| Martín Cáceres         | Abréviations et symboles : · TT : Total de minutes jouées · MJ : Nombre de matchs joués · MT : Matchs joués en tant que titulaire · : but · : passe décisive · : joueur entré · : joueur remplacé · : capitaine · : carton jaune · : carton rouge · | 90 | -  | -  | 90          | -              | -  | 1  | 1       |
| Sebastián Coates       | Abréviations et symboles : · TT : Total de minutes jouées · MJ : Nombre de matchs joués · MT : Matchs joués en tant que titulaire · : but · : passe décisive · : joueur entré · : joueur remplacé · : capitaine · : carton jaune · : carton rouge · | -  | 90 | 90 | 180         | -              | -  | 2  | 2       |
| José María Giménez     | Abréviations et symboles : · TT : Total de minutes jouées · MJ : Nombre de matchs joués · MT : Matchs joués en tant que titulaire · : but · : passe décisive · : joueur entré · : joueur remplacé · : capitaine · : carton jaune · : carton rouge · | 90 | 90 | 90 | 270         | -              | -  | 3  | 3       |
| Diego Godín            | Abréviations et symboles : · TT : Total de minutes jouées · MJ : Nombre de matchs joués · MT : Matchs joués en tant que titulaire · : but · : passe décisive · : joueur entré · : joueur remplacé · : capitaine · : carton jaune · : carton rouge · | 90 | 62 | -  | 152         | -              | -  | 2  | 2       |
| Mathías Olivera        | Abréviations et symboles : · TT : Total de minutes jouées · MJ : Nombre de matchs joués · MT : Matchs joués en tant que titulaire · : but · : passe décisive · : joueur entré · : joueur remplacé · : capitaine · : carton jaune · : carton rouge · | 79 | 86 | 90 | 255         | -              | -  | 3  | 3       |
| José Luis Rodríguez    | Abréviations et symboles : · TT : Total de minutes jouées · MJ : Nombre de matchs joués · MT : Matchs joués en tant que titulaire · : but · : passe décisive · : joueur entré · : joueur remplacé · : capitaine · : carton jaune · : carton rouge · | -  | -  | -  | -           | -              | -  | -  | -       |
| Guillermo Varela       | Abréviations et symboles : · TT : Total de minutes jouées · MJ : Nombre de matchs joués · MT : Matchs joués en tant que titulaire · : but · : passe décisive · : joueur entré · : joueur remplacé · : capitaine · : carton jaune · : carton rouge · | 2  | 90 | 90 | 182         | -              | -  | 3  | 2       |
| Matías Viña            | Abréviations et symboles : · TT : Total de minutes jouées · MJ : Nombre de matchs joués · MT : Matchs joués en tant que titulaire · : but · : passe décisive · : joueur entré · : joueur remplacé · : capitaine · : carton jaune · : carton rouge · | 11 | 4  | -  | 15          | -              | 6  | 2  | 0       |
| Milieux                | Abréviations et symboles : · TT : Total de minutes jouées · MJ : Nombre de matchs joués · MT : Matchs joués en tant que titulaire · : but · : passe décisive · : joueur entré · : joueur remplacé · : capitaine · : carton jaune · : carton rouge · |    |    |    |             |                |    |    |         |
| Rodrigo Bentancur      | Abréviations et symboles : · TT : Total de minutes jouées · MJ : Nombre de matchs joués · MT : Matchs joués en tant que titulaire · : but · : passe décisive · : joueur entré · : joueur remplacé · : capitaine · : carton jaune · : carton rouge · | 90 | 90 | 34 | 214         | -              | -  | 3  | 3       |
| Agustín Canobbio       | Abréviations et symboles : · TT : Total de minutes jouées · MJ : Nombre de matchs joués · MT : Matchs joués en tant que titulaire · : but · : passe décisive · : joueur entré · : joueur remplacé · : capitaine · : carton jaune · : carton rouge · | -  | -  | 10 | 10          | -              | -  | 1  | 0       |
| Giorgian De Arrascaeta | Abréviations et symboles : · TT : Total de minutes jouées · MJ : Nombre de matchs joués · MT : Matchs joués en tant que titulaire · : but · : passe décisive · : joueur entré · : joueur remplacé · : capitaine · : carton jaune · : carton rouge · | -  | 28 | 80 | 108         | 2              | -  | 2  | 1       |
| Nicolás de la Cruz     | Abréviations et symboles : · TT : Total de minutes jouées · MJ : Nombre de matchs joués · MT : Matchs joués en tant que titulaire · : but · : passe décisive · : joueur entré · : joueur remplacé · : capitaine · : carton jaune · : carton rouge · | 11 | -  | 24 | 35          | -              | -  | 2  | 0       |
| Facundo Pellistri      | Abréviations et symboles : · TT : Total de minutes jouées · MJ : Nombre de matchs joués · MT : Matchs joués en tant que titulaire · : but · : passe décisive · : joueur entré · : joueur remplacé · : capitaine · : carton jaune · : carton rouge · | 88 | 28 | 66 | 182         |                |    | 3  | 2       |
| Lucas Torreira         | Abréviations et symboles : · TT : Total de minutes jouées · MJ : Nombre de matchs joués · MT : Matchs joués en tant que titulaire · : but · : passe décisive · : joueur entré · : joueur remplacé · : capitaine · : carton jaune · : carton rouge · | -  | -  | -  | -           | -              | -  | -  | -       |
| Facundo Torres         | Abréviations et symboles : · TT : Total de minutes jouées · MJ : Nombre de matchs joués · MT : Matchs joués en tant que titulaire · : but · : passe décisive · : joueur entré · : joueur remplacé · : capitaine · : carton jaune · : carton rouge · | -  | -  | -  | -           | -              | -  | -  | -       |
| Manuel Ugarte          | Abréviations et symboles : · TT : Total de minutes jouées · MJ : Nombre de matchs joués · MT : Matchs joués en tant que titulaire · : but · : passe décisive · : joueur entré · : joueur remplacé · : capitaine · : carton jaune · : carton rouge · | -  | -  | -  | -           | -              | -  | -  | -       |
| Federico Valverde      | Abréviations et symboles : · TT : Total de minutes jouées · MJ : Nombre de matchs joués · MT : Matchs joués en tant que titulaire · : but · : passe décisive · : joueur entré · : joueur remplacé · : capitaine · : carton jaune · : carton rouge · | 90 | 90 | 90 | 270         | -              | -  | 3  | 3       |
| Matías Vecino          | Abréviations et symboles : · TT : Total de minutes jouées · MJ : Nombre de matchs joués · MT : Matchs joués en tant que titulaire · : but · : passe décisive · : joueur entré · : joueur remplacé · : capitaine · : carton jaune · : carton rouge · | 79 | 62 | 56 | 197         | -              | -  | 3  | 2       |
| Attaquants             | Abréviations et symboles : · TT : Total de minutes jouées · MJ : Nombre de matchs joués · MT : Matchs joués en tant que titulaire · : but · : passe décisive · : joueur entré · : joueur remplacé · : capitaine · : carton jaune · : carton rouge · |    |    |    |             |                |    |    |         |
| Edinson Cavani         | Abréviations et symboles : · TT : Total de minutes jouées · MJ : Nombre de matchs joués · MT : Matchs joués en tant que titulaire · : but · : passe décisive · : joueur entré · : joueur remplacé · : capitaine · : carton jaune · : carton rouge · | 26 | 72 | 24 | 122         | -              | -  | 3  | 1       |
| Maxi Gómez             | Abréviations et symboles : · TT : Total de minutes jouées · MJ : Nombre de matchs joués · MT : Matchs joués en tant que titulaire · : but · : passe décisive · : joueur entré · : joueur remplacé · : capitaine · : carton jaune · : carton rouge · | -  | 18 | 10 | 28          | -              | -  | 2  | 0       |
| Darwin Núñez           | Abréviations et symboles : · TT : Total de minutes jouées · MJ : Nombre de matchs joués · MT : Matchs joués en tant que titulaire · : but · : passe décisive · : joueur entré · : joueur remplacé · : capitaine · : carton jaune · : carton rouge · | 90 | 72 | 80 | 242         | -              | -  | 3  | 3       |
| Luis Suárez            | Abréviations et symboles : · TT : Total de minutes jouées · MJ : Nombre de matchs joués · MT : Matchs joués en tant que titulaire · : but · : passe décisive · : joueur entré · : joueur remplacé · : capitaine · : carton jaune · : carton rouge · | 64 | 18 | 66 | 148         | -              | 1  | 3  | 2       |
| Total                  | Abréviations et symboles : · TT : Total de minutes jouées · MJ : Nombre de matchs joués · MT : Matchs joués en tant que titulaire · : but · : passe décisive · : joueur entré · : joueur remplacé · : capitaine · : carton jaune · : carton rouge · |    |    |    |             |                |    |    |         |
| Équipe d'Uruguay       | Abréviations et symboles : · TT : Total de minutes jouées · MJ : Nombre de matchs joués · MT : Matchs joués en tant que titulaire · : but · : passe décisive · : joueur entré · : joueur remplacé · : capitaine · : carton jaune · : carton rouge · | 90 | 90 | 90 | 270         | 2              | 1  | 3  |         |

| Buts | Joueurs                | Adversaires |
| ---- | ---------------------- | ----------- |
| 2    | Giorgian De Arrascaeta | Ghana (2)   |

| Passes | Joueurs     | Adversaires |
| ------ | ----------- | ----------- |
| 1      | Luis Suárez | Ghana       |